# Magnus Gripensköld (död 1680)
Magnus Jespersson Gripensköld, död 1680 i Appuna församling, Östergötlands län, var en svensk militär.

## Biografi
Magnus Jespersson Gripensköld blev 1626 ryttare vid Östgöta kavalleriregemente. Han avancerade och blev 1631 fänrik, 1633 löjtnant och 1642 ryttmästare. Gripensköld slutade vid regementet senast 1643 och var senare ryttmästare vid adelsfanan.  Han adlades 18 september 1665 till Gripensköld och introducerades i Sveriges Riddarhus år 1672 som nummer 815. Gripensköld avled 1680 på Valla i Appuna församling och begravdes 12 september samma år i familjegraven på Harstads kyrkogård.
Gripensköld skänkte en predikstol till Harstads kyrka.

### Egendom
Han ägde gårdarna Valla i Appuna socken och Lindekullen i Harstads socken.

### Familj
Gripensköld gifte sig första gången med Margareta Persdotter (död 1667), dotter till assessorn Peder Eriksson i Göta hovrätt och Helena Uddesdotter Örnflycht. Margareta Persdotter var även syster till generaladjutanten Magnus Rosensvärd.
Gripensköld gifte sig andra gången med en dotter till överstelöjtnanten Claes Niethoff vid Adelsfanan och Karin Hansdotter Garfwe.
Han fick tillsammans med hustrurna barnen ryttmästaren Peter Gripensköld (död 1676) vid adelsfanan, assessorn Jesper Gripensköld, ryttmästaren Adam Johan Gripensköld (1635–1696) i Östgöta kavalleriregemente, löjtnanten Nils Gripensköld (död 1678) och Anna Gripensköld (död 1676).